# Pura sangre (1994)
Pura sangre é uma telenovela venezuelana, produzida e exibida pela RCTV entre 8 de outubro de 1994 e 26 de maio de 1995.
A trama é original de Hugo Alberto Morales e foi adaptada por Julio César Mármol.
Foi protagonizada por Lilibeth Morillo e Simón Pestana e antagonizada por Carlos Villamizar, Guillermo Ferrán, Victoria Roberts, Lilian Rentería e Reina Hinojosa.

## Sinopse
Abraham Paredes é um homem despótico, egoísta, desavergonhado e ganancioso, um mulherengo inveterado que só se casou uma vez, mas tem filhos de várias mulheres: primeiro, com um mudo chamado Belinda de Sousa, ele teve um filho, seu filho primogênito, Aaron De Sousa . Em segundo lugar, ele teve Anastasio com uma mulher que estava chateada devido à ira de Abraão, um menino doente de epilepsia devido a uma queda de cavalo quando ele era pequeno. E, em último lugar, Damián, Derián e Eloisa nasceram no casamento com a falecida Eloísa.
Por outro lado, Numa Pompilio Sarmiento é a cabeça da outra família; seus filhos e inúmeros sobrinhos o apoiam em sua luta contra os Muros. Mauricio é o filho mais velho, vingativo como Rafael, o sobrinho favorito de Numa Pompilio. Seu filho Abelardo, o mais jovem, recentemente chegado da capital, apaixona-se por Eloisa Paredes. Depois, há Yomira, a única filha de Numa Pompilio e a maça de seus olhos, que sofre pela memória de seu antigo caso de amor com Damián Paredes, que agora retornou da capital para se tornar padre para salvar sua família, acrescentando esse conflito ao relacionamento .
E, no meio deste confronto de poderes e intrigas familiares, em uma cidade chamada San Rafael del Limón, surgiu Corazón Silvestre, um belo herdeiro camponeso da pobreza desta guerra e da dureza da vida na planície Zulia. Lá está ela; de caráter indomável, mas de beleza e inocência celestial. Aaron, quando ele encontra-se, é atraído pela personalidade particular da menina e se torna um tipo de professor que, como na peça "Pygmalion" tentará transformar o coração rebelde em uma senhora, só o amor às vezes texe suas redes de uma forma muito sutil e quando a consciência a descobre, instalada na alma, pode ser muito tarde. Mas Aaron não pode cumpri-lo, porque ele se comprometeu com uma bela e refinada mulher.

## Elenco
- Lilibeth Morillo - Corazón Cristina Silvestre
- Simón Pestana - Aarón De Sousa
- Carlos Villamizar - Abraham Paredes
- Guillermo Ferrán - Numa Pompilio Sarmiento
- Crisol Carabal - Yomira Sarmiento
- Vicente Tepedino - Damián Paredes
- Victoria Roberts - María Angélica Guillén
- Rosario Prieto - Estacia Briceño
- Lilian Rentería - Agripina Bravo
- Leida Torrealba - Mercedes Silvestre
- Julio Mota - Arcángel Corrales
- Jessica Brown - Eloísa Paredes
- Rolando Padilla - Abelardo Sarmiento
- Alberto Alcalá - Mauricio Sarmiento
- Janín Barboza - Evelia Corrales
- Carlos Acosta - Derián Paredes
- William Colmenares - Anastacio Paredes
- Wilfredo Cisneros - Rafael Sarmiento
- Francis Rueda - Belinda De Sousa
- Carmencita Padrón - Nelly
- Dante Carlé - Reinaldo Guillén
- Mimí Sills - Esther Moreno De Guillén
- Perla Vonasek - América de Sarmiento
- Dad Dáger - Aurita Guillén
- Jeanette Flores - Giselita Briceño
- Samuel González - Peligro
- Reina Hinojosa - Lídia de Acopini
- Reinaldo Lancaster - Emilio Guillén
- Natasha Moll - Tinita
- Marcos Moreno - Marcos de Acopini
- Freddy Salazar - Padre Ignacio
- Franco Colmenares - Modisto François
- Rafael Marín
- Leonardo Marrero
- Tony Rodríguez - Tiberio Sarmiento
- Ricardo Gruber - El Turco
- Sebastián Falco - El Comisario
- Vito Lonardo
- César Saffoni
- Oscar Rojas
- Ramón Domingo Valdéz
- Carlos Herrera
- Alfonso Ortega
- José Marcano
- Verónica León
- Julio Poleo

## Versões
- La fiera -  Novela venezuelana produzida pela RCTV em 1978 e protagonizada por Doris Wells e José Bardina.

- Piel salvaje - Adaptado por Martín Hahn em 2015, produzida pela RCTV e protagonizada por Irene Esser e Carlos Felipe Álvarez.